# Jean Louvet
Jean Louvet (Moustier-sur-Sambre, 28 de septiembre de 1934 – La Louvière, 29 de agosto de 2015) fue un dramaturgo belga.
Hijo de un minero, estuvo tres años en el ejército para pagar sus estudios en Filología Románica. En el teatro, estuvo cerca de las políticas de izquierda fundando el "Teatro del proletariado". Su trabajo estaba influenciado por Sartre y Brecht. Es uno de los máximos representantes de la  cultura valona.
Duurante algunos años, sus pensamientos políticos era más conocidos en Francia que en su propio país. De todas maneras, fue premiado con el "Valòn del año" en 2002.
"Jean Louvet defiende la cultura y la identidad valones creyendo en cierta utopía utópica".